# Simão Sabrosa
Simāo Sabrosa, właśc. Simão Pedro Fonseca Sabrosa (wym. [siˈmɐ̃u saˈβɾozɐ]; ur. 31 października 1979 w Constantim) – portugalski piłkarz występujący na pozycji skrzydłowego lub napastnika, reprezentant Portugalii.

## Kariera klubowa
Simão Sabrosa jest wychowankiem słynnej szkółki piłkarskiej Sportingu, z której pochodzą również m.in. Luís Figo i Cristiano Ronaldo. W 1999 przeniósł się za 10 mln euro do hiszpańskiej FC Barcelona, jednak nie znalazł tam miejsca w podstawowym składzie i po rocznym pobycie powrócił do Portugalii, gdzie stał się gwiazdą Benfiki. Obecnie jest uważany za jednego z najlepszych ofensywnych piłkarzy w historii ligi portugalskiej. Simão miał dobry drybling i strzał z dystansu. W 2005 był bliski przejścia do Liverpoolu. Od 2001, w każdym sezonie był najlepszym strzelcem Benfiki. W 2004 wywalczył z klubem Puchar Portugalii, zaś w 2005 mistrzostwo i superpuchar kraju. Występował również w rozgrywkach Ligi Mistrzów w sezonie 2005/2006, w których Benfica odpadła w ćwierćfinale z późniejszym triumfatorem tych rozgrywek, Barceloną. Do końca sezonu 2006/2007 Simão zdobył dla klubu z Lizbony 81 gole w 213 meczach. Jest również autorem dwóch poradników piłkarskich dla młodzieży oraz instruktorem na wydanej przez siebie płycie DVD.
Latem 2007 Simão zmienił barwy klubowe i za 20 milionów euro przeniósł się do Atlético Madryt. Miał tam zastąpić odchodzącego do Manchesteru City Martina Petrowa. Simão Sabrosa był jednym z podstawowych graczy swojego zespołu i wraz z drużyną w sezonie 2009/2010 awansował do finału Copa del Rey, który zostanie rozegrany w maju 2010 roku przeciwko Sevilli.
23 grudnia 2010 roku Simão podpisał 2,5 letni kontrakt z turecką drużyną Beşiktaş JK za kwotę 900 tysięcy euro, dołączając do swego rodaka Ricardo Quaresmy. Następnie był piłkarzem Espanyolu oraz NorthEast United.

## Kariera reprezentacyjna
Simão zadebiutował w reprezentacji Portugalii 18 listopada 1998 w meczu przeciwko Izraelowi. W 1999 wystąpił na Młodzieżowych Mistrzostwach Świata, na których zdobył 2 bramki. W 2000 miał szansę znalezienia się w składzie na Mistrzostwa Europy, jednak ostatecznie nie znalazł się w kadrze. Również na Mistrzostwach Świata 2002 Simão zabrakło, tym razem z powodu kontuzji. Jego największym sukcesem reprezentacyjnym jest, jak dotychczas, wicemistrzostwo Europy zdobyte na Euro 2004 w Portugalii. W 2006 Simão zadebiutował na Mistrzostwach Świata, a w trzecim meczu grupowym z Meksykiem (2:1) zdobył bramkę z rzutu karnego. Jego drużyna zajęła na turnieju 4. miejsce.

## Odznaczenia
- Oficer Orderu Infanta Henryka – 2004[1]